# Казмахов, Израил Мусович
Израил Мусович Казмахов (кабард.-черк. Къазмыхь Мусэ и къуэ Израӏил, 1911, Российская империя — 1981, Кабардино-Балкарская АССР, РСФСР) — советский партийный и государственный деятель, Председатель Совета Министров Кабардинской АССР (1947—1951). Депутат Верховного Совета СССР 2-го созыва.

## Биография
Окончил Высшую партийную школу при ЦК ВКП(б).
- 1944—1946 гг. — второй секретарь Кабардинского областного комитета ВКП(б),
- 1947—1955 гг. — председатель Совета Министров Кабардинской АССР.

Затем занимал должности председателя Государственной плановой комиссии Совета Министров и министра финансов Кабардино-Балкарской АССР.

## Деятельность
В 1948 году Председатель Совета Министров Кабардинской АССР И. Казмахов издал специальное распоряжение о срочной командировке в колхозы республики районного и партийного актива для предотвращения массового забоя крупного рогатого скота в связи с наступлением мусульманского праздника Курман, «что могло поставить под угрозу выполнение государственного плана развития животноводства в республике».